# Anders Grönros
Erik Anders Sixten Grönros (nascut el 19 d'octubre de 1953), és un director de cinema suec. Va ser guardonat amb el Premi Guldbagge al Millor Director als 27è Premis Guldbagge, per la pel·lícula Agnes Cecilia – en sällsam historia. El 2007 el seu documental Ambres – en död talar, que tractava sobre el mèdium Sture Johansson, i l'esperit anomenat Ambres, es va emetre a SVT2. El mèdium afirma que parla a través d'ell.

## Filmografia
- 1979 - Den åttonde dagen (director, guionista)
- 1991 – Agnes Cecilia – en sallsam historia (director, guionista)
- 1998 - Glasblåsarns barn (director, guionista)
- 2007 – Ambres – en död talar (director, guionista)
- 2011 - Jag saknar dig (director, guionista)

## Ràdio
El 2005, Anders Grönros va dramatitzar i dirigir una versió radiofònica d'Agnes Cecilia.